# Skała Stryj (2004)
Skała Stryj (ukr. Футбольний клуб «Скала» Стрий, Futbolnyj Kłub "Skała" Stryj) – ukraiński klub piłkarski z siedzibą w Stryju założony w 2004 roku jako FK Morszyn.

## Historia
Chronologia nazw:
- 2004: FK Morszyn (ukr. ФК «Моршин»)
- 2007: Morszyńska (ukr. «Моршинська» Моршин)
- 2009: FK Morszyn (ukr. ФК «Моршин»)
- 17.10.2010: Skała Morszyn (ukr. «Скала» Моршин)
- 10.02.2011: Skała Stryj (ukr. «Скала» Стрий)
- 2018: klub rozwiązano

W 2004 w Morszyniu z inicjatywy dyrektora generalnego firmy "Morszyńska" Mykoły Kmicia została zorganizowana Szkoła Piłkarska dla dzieci (DJuSzF - Dziecinno-Juniorska Szkoła Futbolu). W 2005 klub debiutował w juniorskich mistrzostwach Ukrainy (DJuFL).
W sezonie 2008/09 jako FK Morszyn zgłosił się do rozgrywek Amatorskiej ligi, w której zajął pierwsze miejsce i zdobył awans do Drugiej Lihi.
17 lutego 2010 klub zmienił nazwę na Skała Morszyn. Mecze rozgrywa na stadionie "Sokił" w sąsiednim mieście Stryj.
10 lutego 2011 całkowicie przeniósł się do Stryja, przyjmując nazwę Skała Stryj.
Po zakończeniu sezonu 2017/18 klub zrezygnował z dalszych rozgrywek w Drugiej Lidze i został rozwiązany. Później klub nadal istniał jako akademia piłkarska i uczestniczył w juniorskich mistrzostwach Ukrainy (DJuFL).

## Sukcesy
- 17 miejsce w Pierwszej Lidze:

2016/17

## Trenerzy
- 2009-05.2010:  Ołeksandr Tomach
- 05.2010-07.09.2010:  Iwan Bubyś (p.o.)
- 08.09.2010-08.05.2013:  Wołodymyr Rewa
- 08.05.2013-15.05.2013:  Taras Petryk (p.o.)
- 16.05.2013-18.06.2013:  Ołeh Łozynski
- 18.06.2013-08.04.2014:  Wołodymyr Knysz
- 08.04.2014-08.02.2017:  Wasyl Małyk
- 08.02.2017-10.06.2018:  Roman Hnatiw

## Inne
- Hazowyk-Skała Stryj
- Skała 1911 Stryj